# SUNDAY MUSIC★NOTE
SUNDAY MUSIC★NOTE（サンデー・ミュージック・ノート）はSTVラジオで2024年10月6日から放送開始したラジオの音楽番組。

## 概要
2024年ナイターイン期の日曜13:00 - 15:00枠に編成された『MUSIC★J』が、パーソナリティの松崎真人が病気療養のために、札幌拠点でナレーター・俳優の大橋千絵の進行で半年間放送された。これを受けて、2024年ナイターオフ期にほぼ同様の時間・内容の音楽番組として本番組が編成された。
一度は聴いたことがある・世代を超えて愛される楽曲を中心に、リスナーに心地よい時間を届ける音楽番組として、パーソナリティ・ディレクターの選曲にリクエスト曲も交えながら届ける形式をとる。番組は原則的に生放送となる。
前身の『MUSIC★J』日曜放送は15:00までだったため、14:30過ぎに天気情報と道路交通情報と、また競馬中継で準メインレースの発走が15時前に設定されていた場合には後続番組『草野あずみのハッピー競馬』フォーマットの実況中継が入る場合もあったが、本番組は14:30までの生放送となり気象情報・交通情報・競馬中継が入らない構成となっている。

## 放送時間
- 毎週日曜日 13:00-14:30（生放送）
  - 通販番組「得!とく!プレミアム」放送により13:00-13:30の短縮放送の場合あり。
  - 2024年10月13日は「STVラジオ スポーツスペシャル クライマックスシリーズ実況中継」に伴い17時～18時台の一部番組を時間変更する編成のために放送休止。

## パーソナリティ
- 大橋千絵